# Dornac
Paul François Arnold Cardon, dit Dornac, né à Paris le 6 janvier 1858 et mort dans la même ville le 10 janvier 1941, est un photographe français.
Il est connu pour sa série de portraits de célébrités françaises de la fin du XIXe et du début du XXe siècle, Nos contemporains chez eux.

## Biographie
Dornac est le fils de Claude Jacques Eugène Cardon, négociant, et de Félicie Louise Aronssohn.
Il est actif dès les années 1880 à Paris ; ses ateliers se situent au 63, rue des Saints-Pères à la fin des années 1880, au 10, rue Adam Mickiewicz dans les années 1890, puis au 34, rue Gassendi, adresse qu'il donne encore en 1939 alors qu'il n'exerce plus son activité.
Dornac se spécialise dans le portrait de personnalités photographiées dans leurs espaces privés, à leur domicile ou sur leurs lieux de travail (l'exception sera Paul Verlaine photographié au café François Ier en mai 1892 devant un verre d'absinthe,). Il est l'auteur d'une série de plus de 400 clichés réalisés de 1887 à 1917 intitulée Nos contemporains chez eux. Parmi les célébrités des XIXe et XXe siècles (écrivains, artistes, auteurs dramatiques et comédiens, musiciens, scientifiques, hommes politiques, journalistes), il photographie Sarah Bernhardt, Paul Claudel, Georges Clemenceau, Gustave Eiffel, Alain-Fournier, Charles Gounod, Francis Jammes, Jules Janssen, Gabriel Lippmann, Pierre Loti, Stéphane Mallarmé, Auguste Rodin, Théo Van Rysselberghe, Séverine, Paul Verlaine, Émile Zola… ; ces photographies sont commercialisées sous forme de tirages ou d'albums (Dornac fait imprimer au dos de chaque photographie l'avertissement suivant : « [cette galerie] [...] la première du genre, est la seule judicieusement établie et d’un caractère vraiment artistique et documentaire. Aussi croyons-nous devoir mettre en garde les Amateurs contre des productions similaires faites sans goût ni souci d’art et de vérité que notre succès a suscitées »). Cette série a pu avoir une influence sur la mise en scène des pratiques du portrait de l'universitaire ou du scientifique. En février 1896, l’hebdomadaire ottoman Servet-i Fünun propose  une collection de photographies de ses contemporains ottomans et reprend le titre « Nos contemporains chez eux » dans la légende écrite en français avec une traduction en turc.
De nombreux portraits réalisés par Dornac ont été reproduits soit directement soit interprétés en gravure sur bois dans des périodiques illustrés de l’époque, en particulier dans Le Monde illustré entre 1890 et 1900.
Il meurt au 47, rue Saint-Jacques le 10 janvier 1941 et est inhumé à Paris au cimetière du Père-Lachaise (74e division).
Une partie de son œuvre, soit environ 200 épreuves, a été dispersée lors d'une vente aux enchères publiques par l'étude Piasa à l'hôtel Drouot à Paris le 16 mai 2008, ; deux autres ventes ont lieu le 29 juin 2011, et le 24 mai 2013.

Portraits photographiques par Dornac
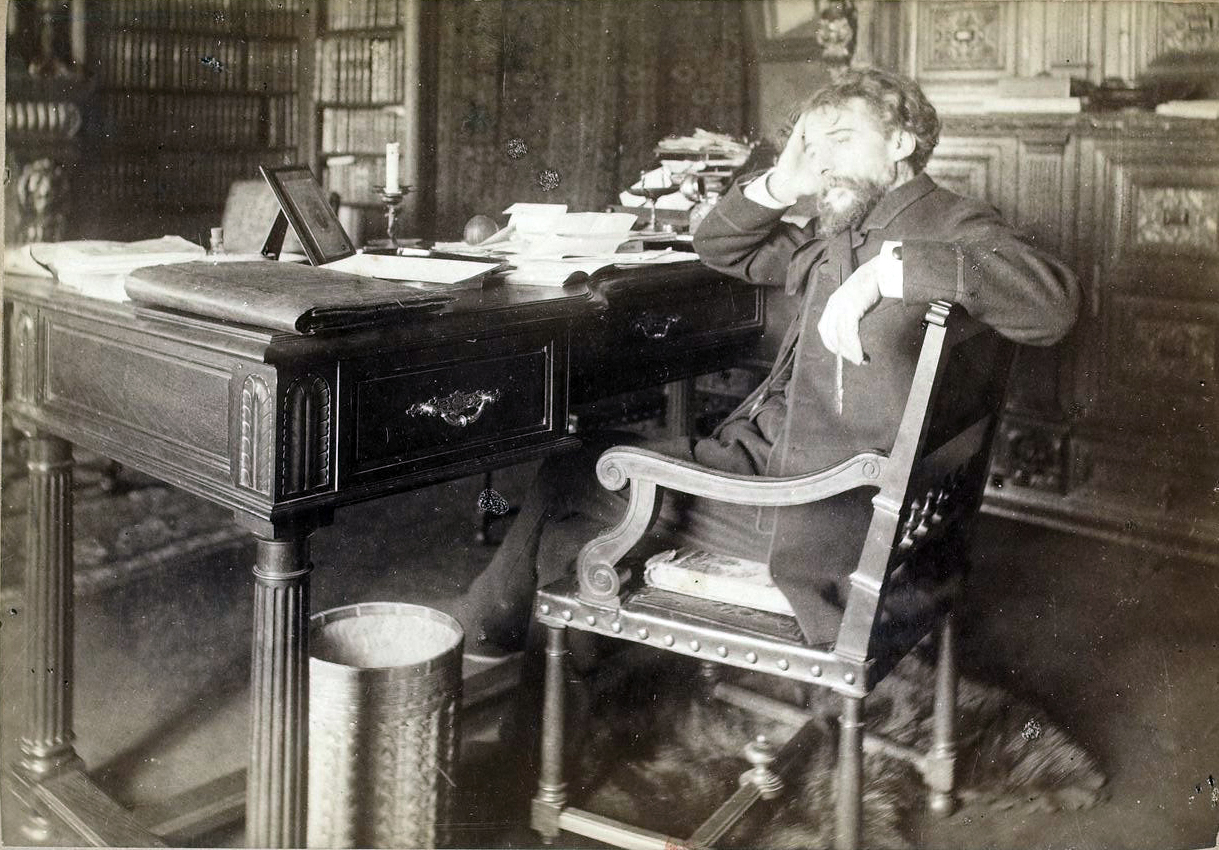
Alphonse Daudet dans son bureau, 1893.
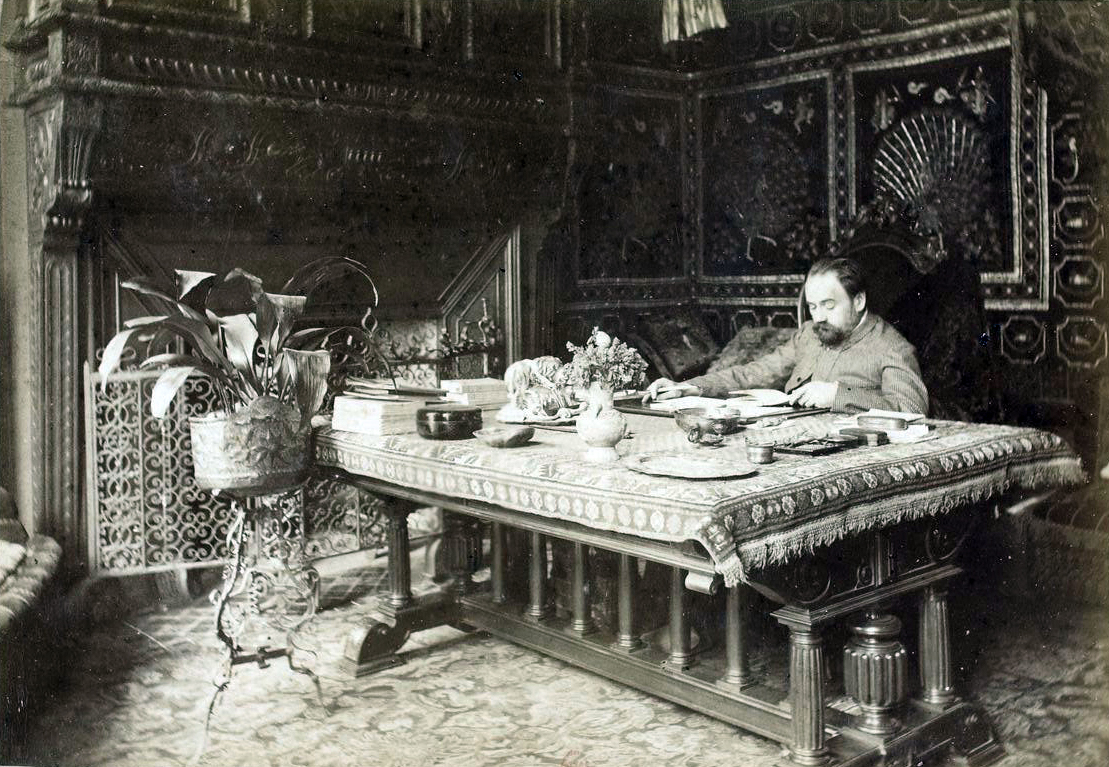
Émile Zola, vers 1893.
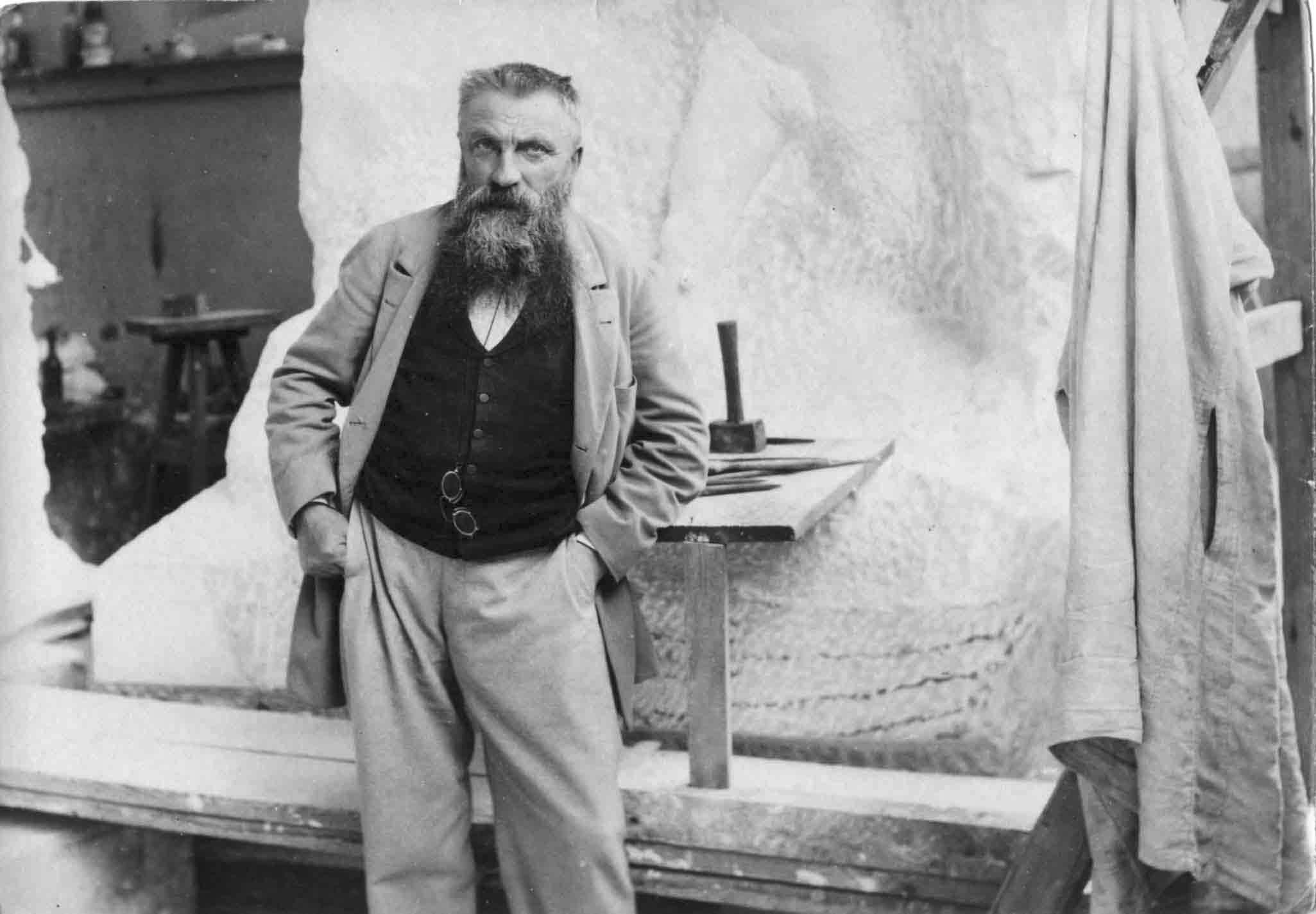
Auguste Rodin dans son atelier, 1898.
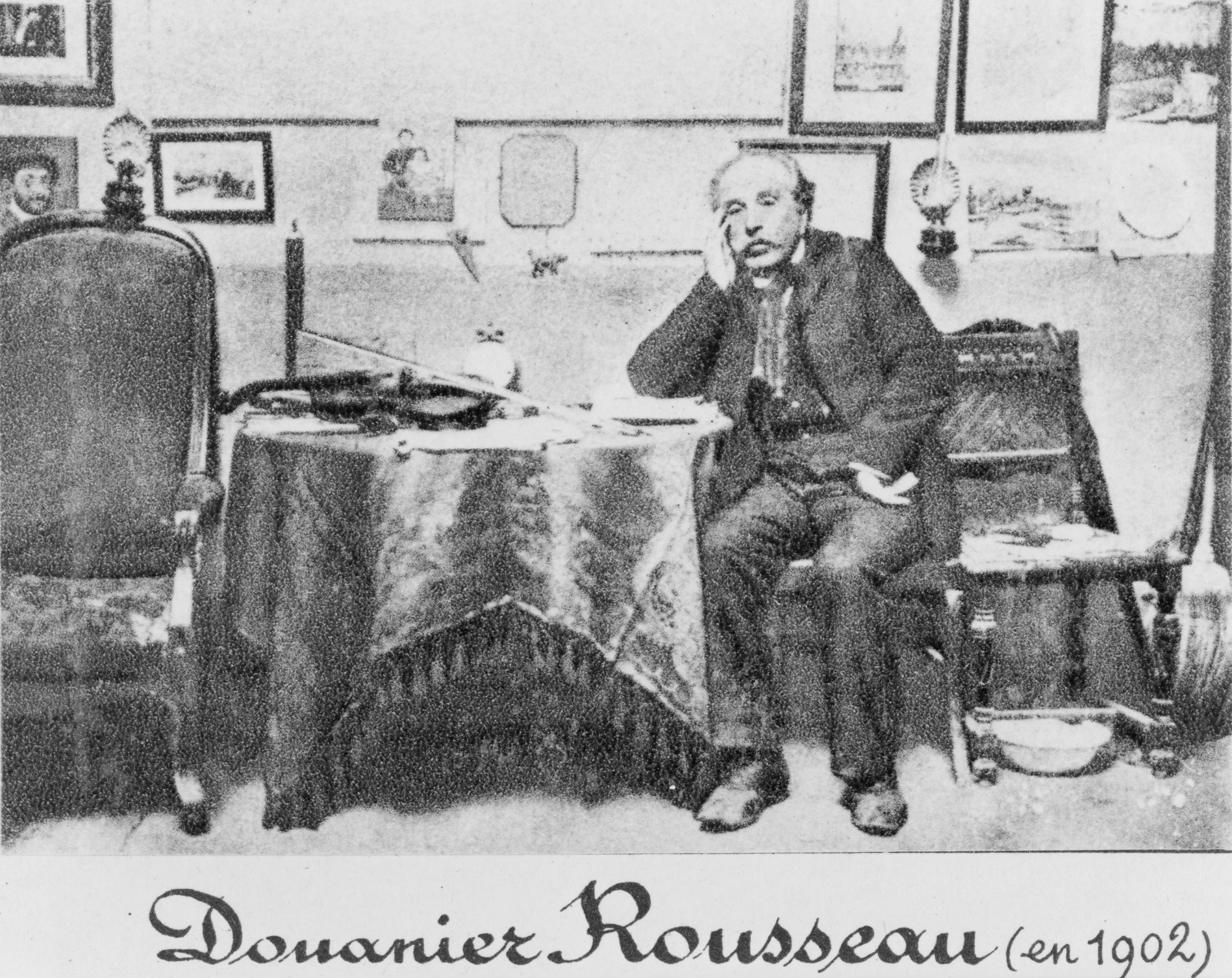
Le Douanier Rousseau, 1902.
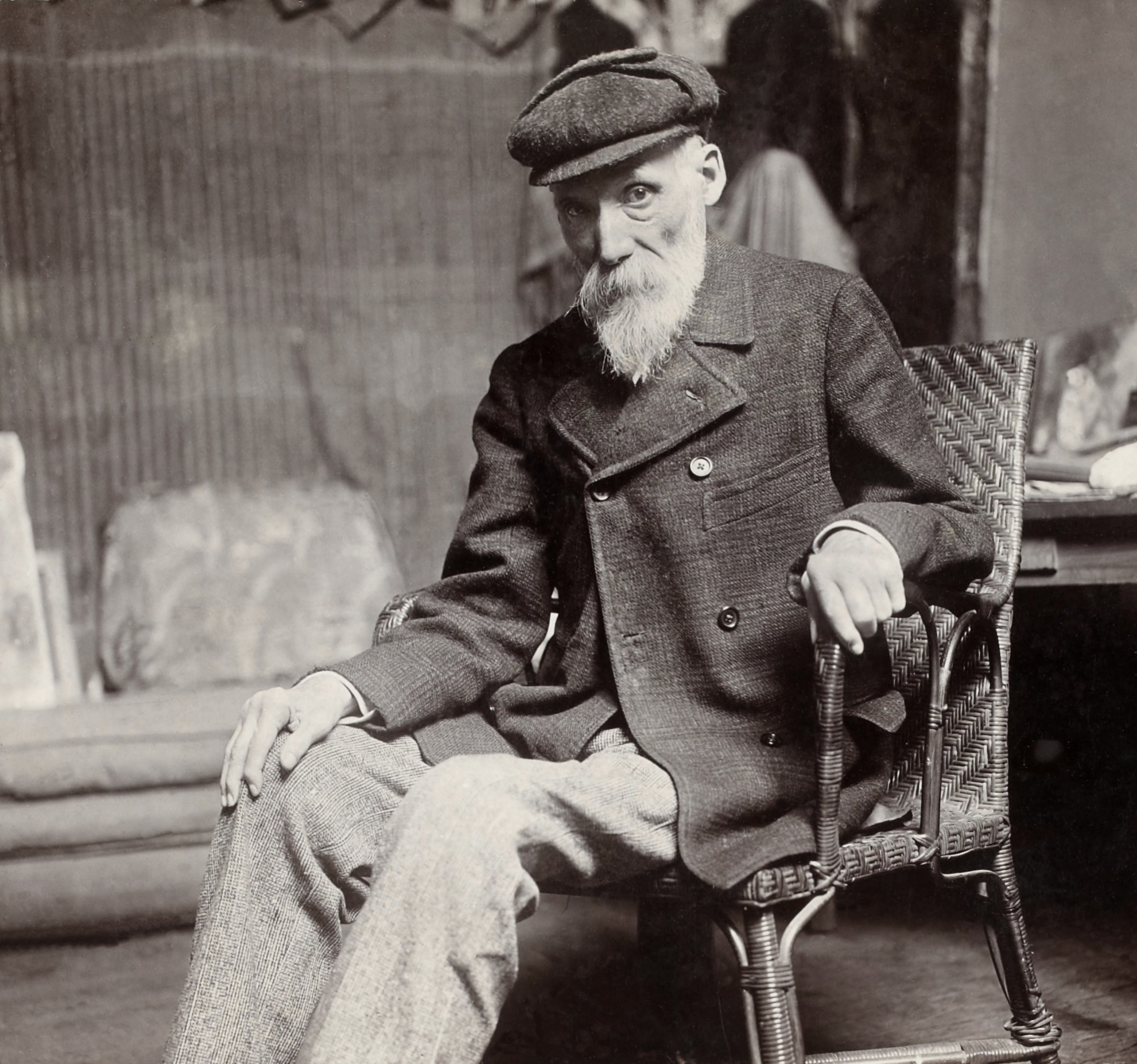
Auguste Renoir, vers 1910.
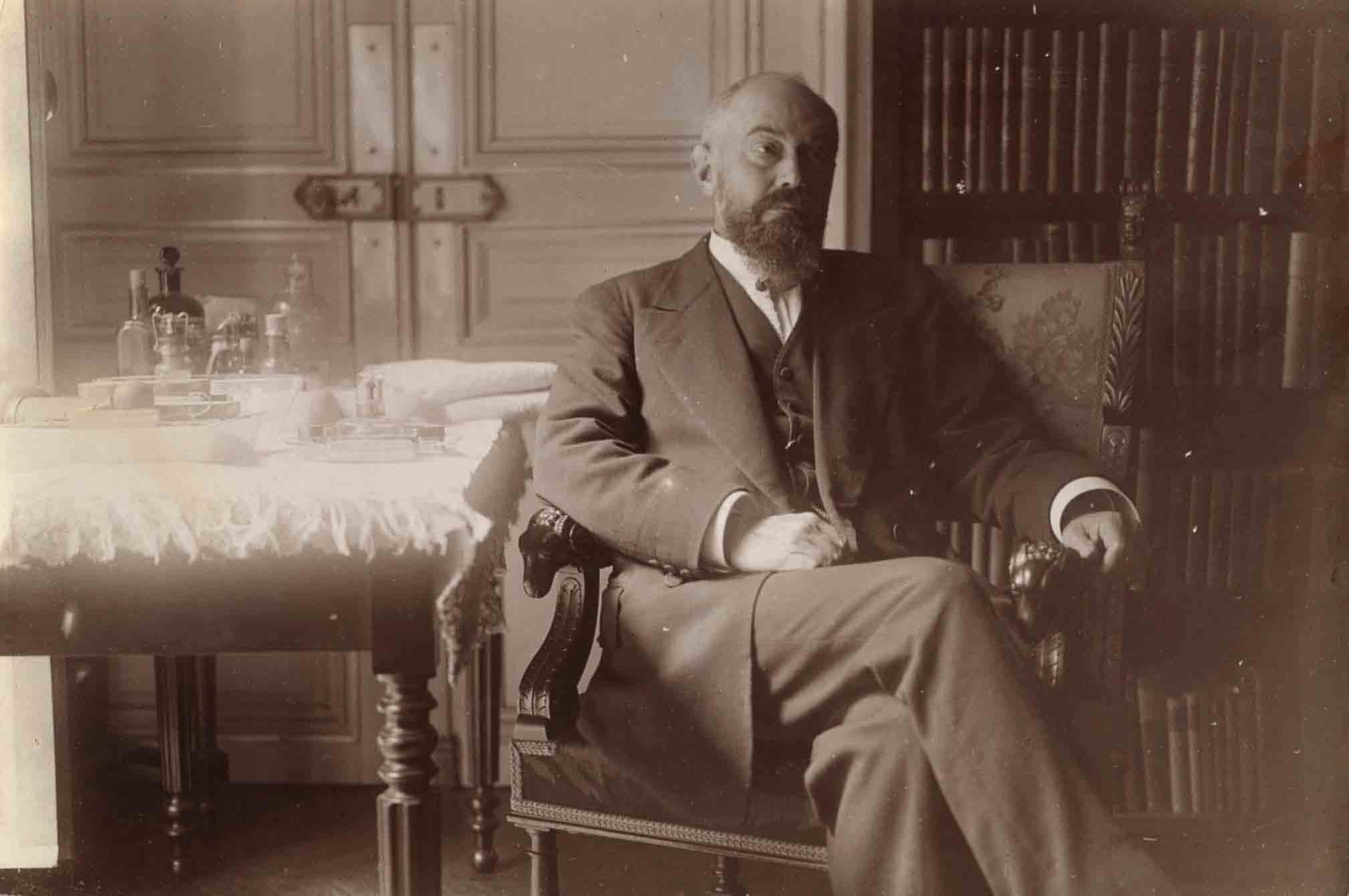
Pierre Janet, 7 juin 1919.
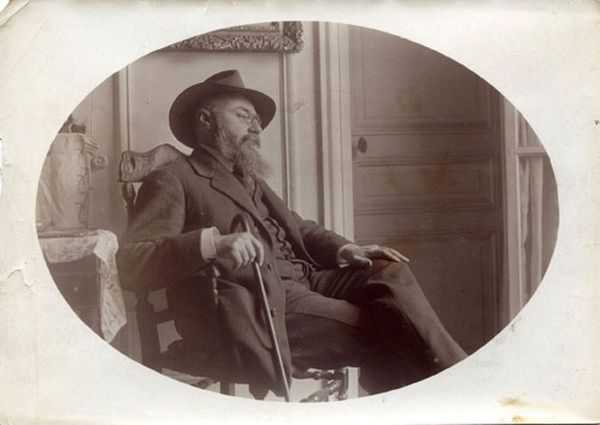
Francis Jammes.

## Collections publiques
- Paris :
  - Bibliothèque Marguerite-Durand : portraits de Marguerite Audoux, Jane Dieulafoy, Lucie Delarue-Mardrus, Séverine, Marcelle Tinayre.
  - Bibliothèque nationale de France : trois recueils de photographies de Dornac annotées, Nos comtemporains chez eux[15]
  - Musée Carnavalet : portraits de Jules Claretie, Alphonse Daudet, Maurice Donnay, Henri Fantin-Latour, Edmond de  Goncourt, Ludovic Halévy, Joris-Karl Huysmans, Henri Lavedan, Jules Lemaître, Jules Massenet, Georges Ohnet, Henri d'Orléans, Louis Pasteur, Alfred Picard, Ernest Renan, Francisque Sarcey, Victorien Sardou, Sadi Carnot, Jules Simon, André Theuriet, Paul Verlaine, Félix Ziem.
  - Musée Rodin[16].